# Villeréal
Villeréal település Franciaországban, Lot-et-Garonne megyében. Lakosainak száma 1265 fő (2022. január 1.). Villeréal Rives, Bournel, Dévillac, Mazières-Naresse, Montaut, Rayet, Saint-Étienne-de-Villeréal, Saint-Eutrope-de-Born és Saint-Martin-de-Villeréal községekkel határos.

## Népesség
A település népessége az elmúlt években az alábbi módon változott:
| Lakosok száma | 1280 | 1340 | 1195 | 1257 | 1282 | 1263 | 1279 | 1283 | 1275 | 1265 |
|               | 1968 | 1982 | 1990 | 2006 | 2013 | 2015 | 2017 | 2019 | 2020 | 2022 |